# هودیتین
هودیتین (به چکی: Hodětín) یک منطقهٔ مسکونی در جمهوری چک است که در منطقه تابور واقع شده‌است.
 هودیتین ۱۸٫۹۵ کیلومتر مربع مساحت و ۷۸ نفر جمعیت دارد و ۴۵۵ متر بالاتر از سطح دریا واقع شده‌است.